# Maria van Hove

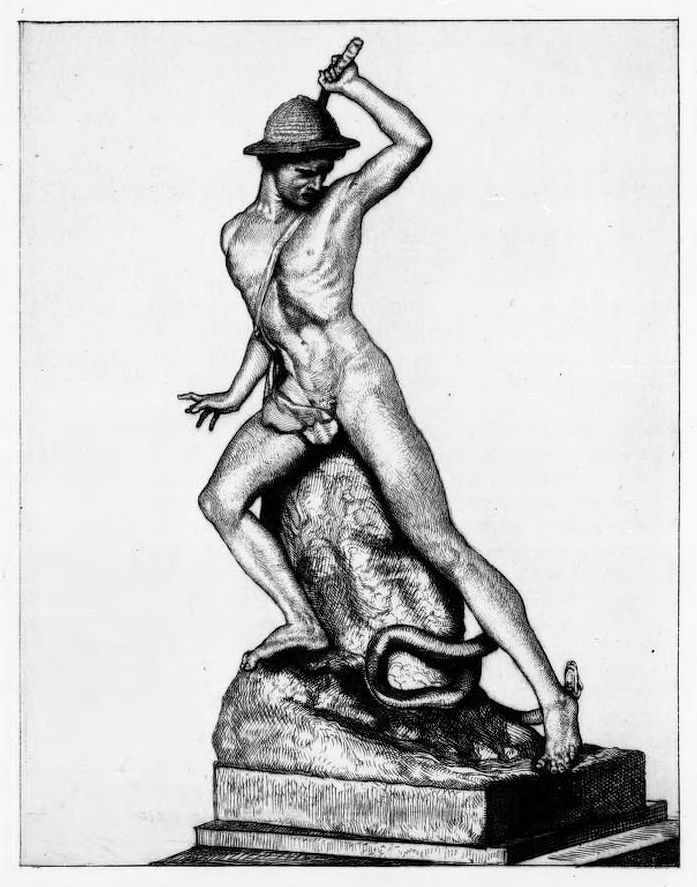
Ets van de 'Grieksche herder' van Louis Royer

Maria Arnoldina Petit-van Hove (Nieuwer-Amstel, 12 mei 1884 – Amsterdam, 21 april 1925) was een Nederlands schilder en etser.

## Leven en werk
Maria van Hove was een dochter van beeldhouwer Bart van Hove en Marie Hekking. Ze werd geboren in Nieuwer-Amstel (Amstelveen), maar verhuisde als peuter met haar ouders naar Amsterdam. Daar kreeg ze haar opleiding aan de Rijksnormaalschool voor Teekenonderwijzers (1900-1903) en de Rijksakademie van beeldende kunsten (1903-1908). Als dochter van de voorzitter van Arti et Amicitiae mocht ze in 1904 een bouquet aanbieden aan koningin Wilhelmina, bij haar bezoek aan Arti, en opnieuw in 1908 -nu als leerling met de meeste leerjaren- bij Wilhelmina's bezoek aan de Rijksakademie. In 1906 was Van Hove vicepresident van het huldecomité dat werd ingesteld ter gelegenheid van het afscheid van August Allebé van de Rijksakademie, andere commissieleden waren onder anderen Hendrik Meijer (president), Wilhelmina Drupsteen en Theo van Reijn.
Van Hove schilderde en etste. Een van haar etsen maakte ze van het beeld van de Griekse herder waarmee Louis Royer in 1823 de Prix de Rome won. Antoon Derkinderen gebruikte deze ets voor zijn boek over de geschiedenis van de Rijksakademie. Een afdruk van de ets is opgenomen in de collectie van het Rijksmuseum Amsterdam. Van Hove nam onder meer deel aan de voorjaarstentoonstellingen van Arti et Amicitia in 1910 en 1911. In 1910 was ze een van de vier kunstenaars, naast Elsa van Doesburgh, Bernard van Beek en Ed Gerdes, die de Willink van Collenprijs ontvingen. Ze trouwde het jaar erop met de Fransman Fleuri Petit en vestigde zich met hem in Parijs, waar ze tot haar overlijden woonde. 
Maria van Hove overleed op 40-jarige leeftijd in Amsterdam en werd begraven op Zorgvlied.
- Biografisch Portaal: 10429299
- RKD-Nederlands Instituut voor Kunstgeschiedenis: 110434